# Marcello Giombini
Marcello Giombini (ur. 24 lipca 1928 w Rzymie, zm. 12 grudnia 2003 w Asyżu) – włoski kompozytor, dyrygent i producent muzyczny, znany przede wszystkim z pracy nad muzyką filmową i telewizyjną. Zyskał międzynarodową popularność dzięki swojej twórczości w latach 60. i 70. XX wieku.

## Życiorys
Od młodości pełnił funkcję organisty w rzymskich kościołach oraz zajmował się działalnością muzykologiczną i filologiczną, badając zbiory bibliotek rzymskich. Był dyrektorem chóru Accademia Filarmonica Romana, z którym nagrywał utwory muzyki renesansowej dla serii Storia della Musica wydanej przez RCA Italiana.
Karierę muzyczną rozpoczął na początku lat 50. jako kompozytor muzyki klasycznej, jednak rozpoznawalność zyskał w latach 60., kiedy zaczął komponować muzykę do filmów. Szczególne uznanie zdobył dzięki komponowaniu ścieżek dźwiękowych do filmów produkcji włoskiej, zwłaszcza spaghetti westernów i horrorów. Do jego najważniejszych ścieżek dźwiękowych należą te z filmów: Caccia all'uomo (1961), America Di Notte (1961),  Lasciapassare Per Il Morto (1962), Il Mondo Delle Spiaggie (1962), Sexy Al Neon (1962), Marsz na Rzym (1962), Le città proibite (1963), Sexy nel mondo (1963), Il piacere e il mistero (1964), Tre pistole contro Cesare (1967), Sabata (1969), Powrót Sabaty (1971), Zelda (1974) czy Ludożerca (1980).
W późniejszym życiu stworzył ponad 150 psalmów. Miał trójkę dzieci: Pierluigi, Claudia i Davida. Przy czym, Pierluigi również został kompozytorem.